# Бенту-Фернандис
Бенту-Фернандис (порт. Bento Fernandes) — муниципалитет в Бразилии, входит в штат Риу-Гранди-ду-Норти. Составная часть мезорегиона Сельскохозяйственный район штата Риу-Гранди-ду-Норти. Входит в экономико-статистический микрорегион Байша-Верди. Население составляет 4891 человек на 2006 год. Занимает площадь 301,075 км². Плотность населения — 16,2 чел./км².

## Статистика
- Валовой внутренний продукт на 2003 год составляет 8 760 919,00 реалов (данные: Бразильский институт географии и статистики).
- Валовой внутренний продукт на душу населения на 2003 год составляет 1822,53 реалов (данные: Бразильский институт географии и статистики).
- Индекс развития человеческого потенциала на 2000 год составляет 0,578 (данные: Программа развития ООН).